# Kehlani
Kehlani Parrish, född 24 april 1995, mer känd som Kehlani, är en amerikansk R&B-sångare, låtskrivare och dansare. 
Hennes låt "Gangsta" presenterades på soundtracket av hitfilmen Suicide Squad, vilket gav hennes musik ett gott igenkännande. Låten nådde nummer 41 på Billboards Hot 100.
Hon släppte sitt första debutalbum SweetSexySavage den 27 januari 2017. Hon släppte sitt andra album It Was Good Until It Wasn't år 2020. 
Kehlani blev adopterad och uppfostrad av sin moster när hennes mamma, som kämpade med narkotikamissbruk, satt i fängelse. Kehlanis pappa, som också led av narkotikamissbruk, dog när hon var ett spädbarn.
Den 12 oktober 2018 meddelade Kehlani att hon var gravid med sitt första barn. Den 23 mars 2019 födde Kehlani sin dotter.